# Upaniszada Jogi
Upaniszady Jogi (trl. Yogopaniṣad) – grupa upaniszad powstałych w większości w XIV i XV wieku o tematyce jogicznej.
Upaniszada Muktika wymienia tu 108 ważniejszych upaniszad, klasyfikując w tej grupie (poniżej podano nazwy wraz z numerem miejsca na tej liście):
- 15 Hamsa
- 20 Amrytanada
- 21 Amryta(nada)bindu
- 31 Kszurika
- 37 Tedźobindu
- 38 Nadabindu
- 39 Dhjanabindu
- 40 Brahmawidja
- 41 Jogatattwa
- 44 Triśikhibrahmana
- 46 Jogaczudamani
- 48 Mandalabrahmana
- 58 Śandilja
- 63 Jogaśikha
- 77 Paśupatabrahmana
- 86 Jogakundali
- 90 Darśana
- 92 Mahakawja
- 98 Waraha

oraz
- Jogaradźa
- 53  Adwajtaraka (wisznuicka)